# Natalija Alexandrowna Iwanowa-Kramskaja
Natalija Alexandrowna Iwanowa-Kramskaja (russisch Наталия Александровна Иванова-Крамская; * 28. Mai 1939 in Moskau) ist eine russische Gitarristin und Musikpädagogin.

## Leben
Iwanowa-Kramskaja lernte ab 1945 Klavier und Theorie und von 1950 bis 1959 Gitarre an der Moskauer Musikschule. 1963 absolvierte sie ein Gitarrenstudium bei ihrem Vater Alexander Iwanow-Kramskoi (1912–1973) am Moskauer Konservatorium und 1975 am Staatlichen Ural-Konservatorium in Jekaterinburg. Von 1962 bis 1980 konzertierte sie in der Sowjetunion. Ab 1962 unterrichtete sie am Moskauer Konservatorium. Zu ihren Schülern gehören Alexander Frautschi (1954–2008) und Anatoly Olschansky. Außerdem ist sie künstlerische Leiterin des internationalen Gitarrenwettbewerbs in Moskau und seit 2002 stellvertretende Chefredakteurin des Moskauer Gitarrenmagazins.